# Internazionali d'Italia 2015
Gli Internazionali d'Italia 2015 sono stati un torneo di tennis giocato su campi in terra rossa. Si tratta della 72ª edizione degli Internazionali d'Italia, classificati come ATP World Tour Masters 1000 nell'ambito dell'ATP World Tour 2015 e come WTA Premier nel WTA Tour 2015. Tutti gli incontri si sono giocati al Foro Italico, a Roma in Italia, dall'11 al 17 maggio 2015.

## Partecipanti ATP

### Singolare

#### Teste di serie
| Nazionalità | Giocatore             | Ranking* | Testa di serie |
| ----------- | --------------------- | -------- | -------------- |
| Serbia      | Novak Đoković         | 1        | 1              |
| Svizzera    | Roger Federer         | 2        | 2              |
| Regno Unito | Andy Murray           | 3        | 3              |
| Spagna      | Rafael Nadal          | 4        | 4              |
| Giappone    | Kei Nishikori         | 5        | 5              |
| Rep. Ceca   | Tomáš Berdych         | 7        | 6              |
| Spagna      | David Ferrer          | 8        | 7              |
| Svizzera    | Stan Wawrinka         | 9        | 8              |
| Croazia     | Marin Čilić           | 10       | 9              |
| Bulgaria    | Grigor Dimitrov       | 11       | 10             |
| Spagna      | Feliciano López       | 12       | 11             |
| Francia     | Gilles Simon          | 13       | 12             |
| Francia     | Jo-Wilfried Tsonga    | 14       | 13             |
| Spagna      | Roberto Bautista Agut | 16       | 14             |
| Sudafrica   | Kevin Anderson        | 17       | 15             |
| Stati Uniti | John Isner            | 18       | 16             |

- Classifica al 4 maggio 2015

#### Altri partecipanti
I seguenti giocatori hanno ricevuto una wild card per il tabellone principale: 
- Matteo Donati
- Federico Gaio
- Paolo Lorenzi
- Luca Vanni

I seguenti giocatori sono passati dalle qualificazioni: 

- Dušan Lajović
- Andrea Arnaboldi
- Diego Schwartzman
- Thomas Fabbiano
- Marsel İlhan
- Thomaz Bellucci
- Aleksandr Dolhopolov

## Partecipanti WTA

### Singolare

#### Teste di serie
| Nazionalità | Giocatrice           | Ranking* | Testa di serie |
| ----------- | -------------------- | -------- | -------------- |
| Stati Uniti | Serena Williams      | 1        | 1              |
| Romania     | Simona Halep         | 2        | 2              |
| Russia      | Marija Šarapova      | 3        | 3              |
| Rep. Ceca   | Petra Kvitová        | 4        | 4              |
| Danimarca   | Caroline Wozniacki   | 5        | 5              |
| Canada      | Eugenie Bouchard     | 6        | 6              |
| Serbia      | Ana Ivanović         | 7        | 7              |
| Russia      | Ekaterina Makarova   | 8        | 8              |
| Germania    | Angelique Kerber     | 11       | 9              |
| Spagna      | Carla Suárez Navarro | 12       | 10             |
| Rep. Ceca   | Karolína Plíšková    | 13       | 11             |
| Rep. Ceca   | Lucie Šafářová       | 14       | 12             |
| Italia      | Sara Errani          | 15       | 13             |
| Stati Uniti | Venus Williams       | 16       | 14             |
| Stati Uniti | Madison Keys         | 17       | 15             |
| Serbia      | Jelena Janković      | 18       | 16             |

- Ranking al 4 maggio 2015

#### Altre partecipanti
Le seguenti giocatrici hanno ricevuto una wild card per il tabellone principale: 
- Nastassja Burnett
- Karin Knapp
- Francesca Schiavone

Le seguenti giocatrici sono passate dalle qualificazioni: 

- Misaki Doi
- Alexandra Dulgheru
- Dar'ja Gavrilova
- Bojana Jovanovski
- Christina McHale
- Urszula Radwańska
- Kateřina Siniaková
- Elena Vesnina

Ripescate come lucky loser:
- Lucie Hradecká
- Kristina Mladenovic
- Anna Karolína Schmiedlová

## Campioni

### Singolare maschile
Novak Đoković ha sconfitto in finale  Roger Federer per 6-4, 6-3.
- È il cinquantatreesimo titolo in carriera per Đoković, il quinto del 2015 e il quarto trionfo al Foro Italico.

### Singolare femminile
Marija Šarapova ha sconfitto in finale  Carla Suárez Navarro per 4–6, 7–5, 6–1.
- È il trentacinquesimo titolo in carriera per la Sharapova, il secondo del 2015 e il terzo in totale a Roma.

### Doppio maschile
Pablo Cuevas /  David Marrero hanno sconfitto in finale  Marcel Granollers /  Marc López per 6–4, 7–5.

### Doppio femminile
Tímea Babos /  Kristina Mladenovic hanno sconfitto in finale  Martina Hingis /  Sania Mirza per 6–4, 6–3.

## Punti e premi in denaro

### Distribuzione dei punti
| Evento              | Vittoria | Finale | Semifinale | Quarti di finale | Terzo turno | Secondo turno | Primo turno | Qualificato | Turno decisivo qualificazioni | Primo turno qualificazioni |
| Singolare maschile  | 1000     | 600    | 360        | 180              | 90          | 45            | 10          | 25          | 16                            | 0                          |
| Doppio maschile     | 1000     | 600    | 360        | 180              | 90          | 0             | N.D.        | N.D.        | N.D.                          | N.D.                       |
| Singolare femminile | 900      | 585    | 350        | 190              | 105         | 60            | 10          | 30          | 20                            | 1                          |
| Doppio femminile    | 900      | 585    | 350        | 190              | 105         | 10            | N.D.        | N.D.        | N.D.                          | N.D.                       |